# Patriot day

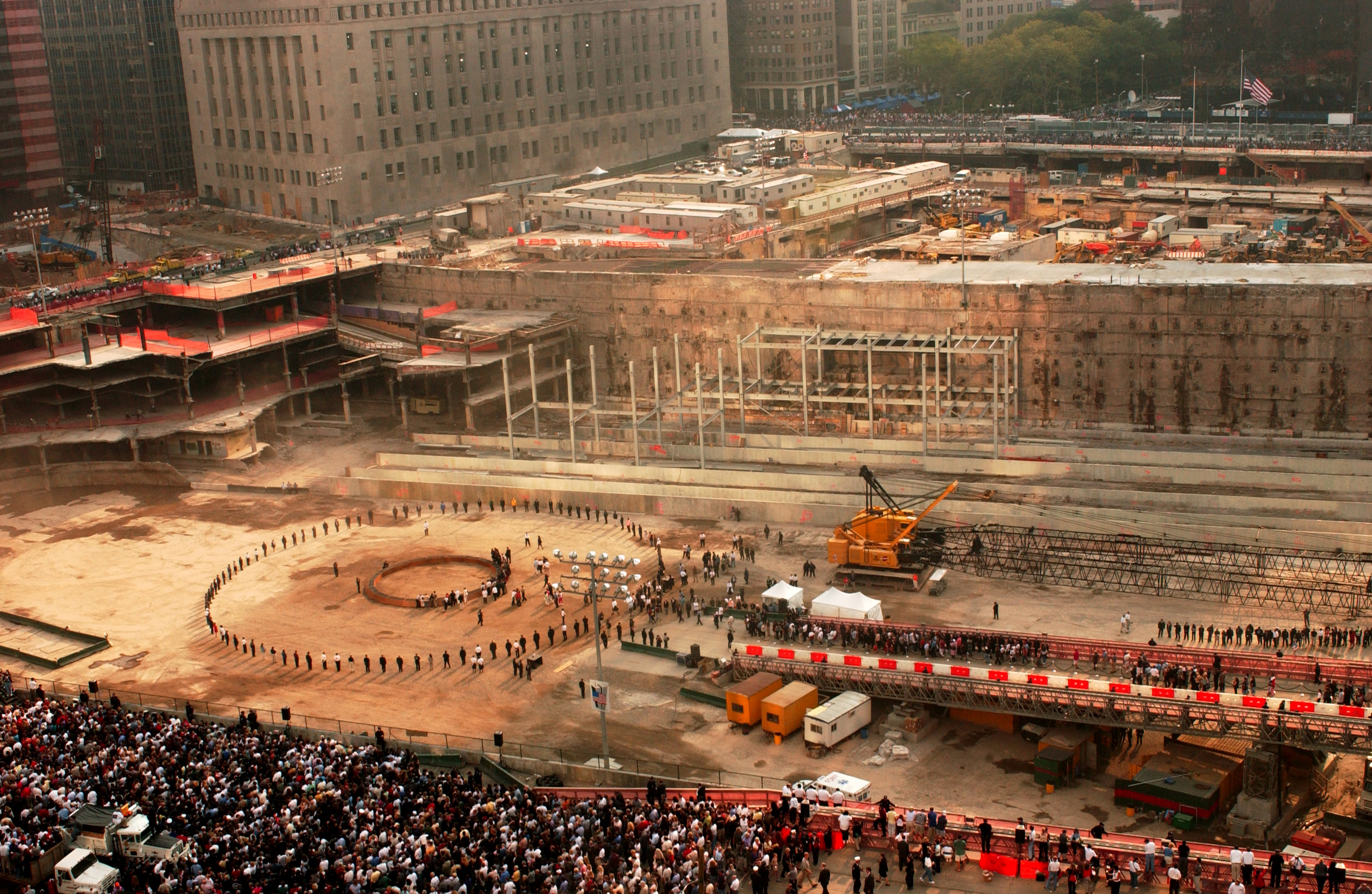
Připomínka obětí útoků v New Yorku na místě bývalého Světového obchodního centra, 11. září 2002.

Patriot day (oficiálně: National Day of Service and Remembrance) je americký významný den připadající na 11. září, který připomíná oběti teroristických útoků z 11. září 2001.

## Průběh
Viditelnou demonstrací této připomínky je stažení vlajky na vládních budovách na půl žerdi. Stejně jako vyvěšení federální vlajky na domech běžných Američanů. Následně je v 8:54 držena minuta ticha. Tento čas byl vybrán proto, že odpovídá době začátku útoku, kdy Let American Airlines 11 narazil do Severní věže Světového obchodního centra.
Patriot day není federálním dnem pracovního klidu; školy a podniky zůstávají otevřené. V průběhu dne ale probíhají vzpomínkové akce věnované obětem útoků.